# Howard Wales
Howard Wales (Milwaukee, 8 de febrero de 1943 - Redding, 7 de diciembre de 2020) fue un tecladista y músico de sesión estadounidense que tocó una amplia variedad de estilos, reconocido principalmente por sus colaboraciones con el músico Jerry García a comienzos de la década de 1970.

## Biografía
Wales fue un intérprete de sesión para muchos artistas musicales, entre los que se incluyen Ronnie Hawkins, Freddie King, James Brown y The Four Tops. Aunque trabajó con varios músicos de rock y R&B, también tocaba jazz de forma libre. Más tarde en su carrera publicó varios álbumes en solitario en este estilo.
Durante varios meses en 1970, Wales dirigió las sesiones de jazz-rock de los lunes por la noche en el Matrix, un club de San Francisco. Jerry García, líder de The Grateful Dead, solía tocar la guitarra en estas actuaciones de forma libre. A menudo se les unía John Kahn en el bajo y Bill Vitt en la batería. Estos músicos publicaron en 1971 un álbum de estudio llamado Hooteroll?, con música compuesta en su mayoría por Wales. Un álbum en vivo grabado en las jam sessions de Matrix, titulado Side Trips, Volume One, fue lanzado en 1998.
Wales contribuyó en el álbum de 1970 de Grateful Dead, American Beauty, tocando el órgano en las canciones "Truckin'" y "Candyman", y el piano en "Brokedown Palace".
El músico falleció el 7 de diciembre de 2020 a los setenta y siete años a causa de una hemorragia cerebral.

## Discografía
- A.B. Skhy – A.B. Skhy (1969)
- Music of El Topo – Shades of Joy (1970)
- American Beauty – Grateful Dead (1970)
- Hooteroll? – Howard Wales and Jerry Garcia (1971)
- Baby Batter – Harvey Mandel (1971)
- Rendezvous with the Sun – Howard Wales (1976)
- The Monk in the Mansion – Howard Wales (1992)
- Side Trips, Volume One – Howard Wales and Jerry Garcia (1998)
- Complex Simplex – Howard Wales (2001)
- Between Two Worlds – Howard Wales (2006)
- Harvey Mandel and the Snake Crew – Harvey Mandel (2006)
- Life Is a Trip – Howard Wales (2009)
- The Wax Still Drips – Stackabones (2011)
- Faces – Howard Wales (2012)
- Overview – Howard Wales (2014)
- Undisclosed Location – Howard Wales (2018)